# Tombeau de saint Mauxe
Le tombeau de saint Mauxe est un monument situé dans la forêt de Bizy à proximité du château de Bizy, dans la commune de Vernon dans l'Eure.

## Description
Il s'agit en réalité d'un cénotaphe, le monument ne contenant aucun ossement ou relique. Il rappelle un événement miraculeux survenu vers 1230. En façade, on devine le dessin finement gravé de l'évêque Maxime d'Évreux, allongé, muni de sa crosse.

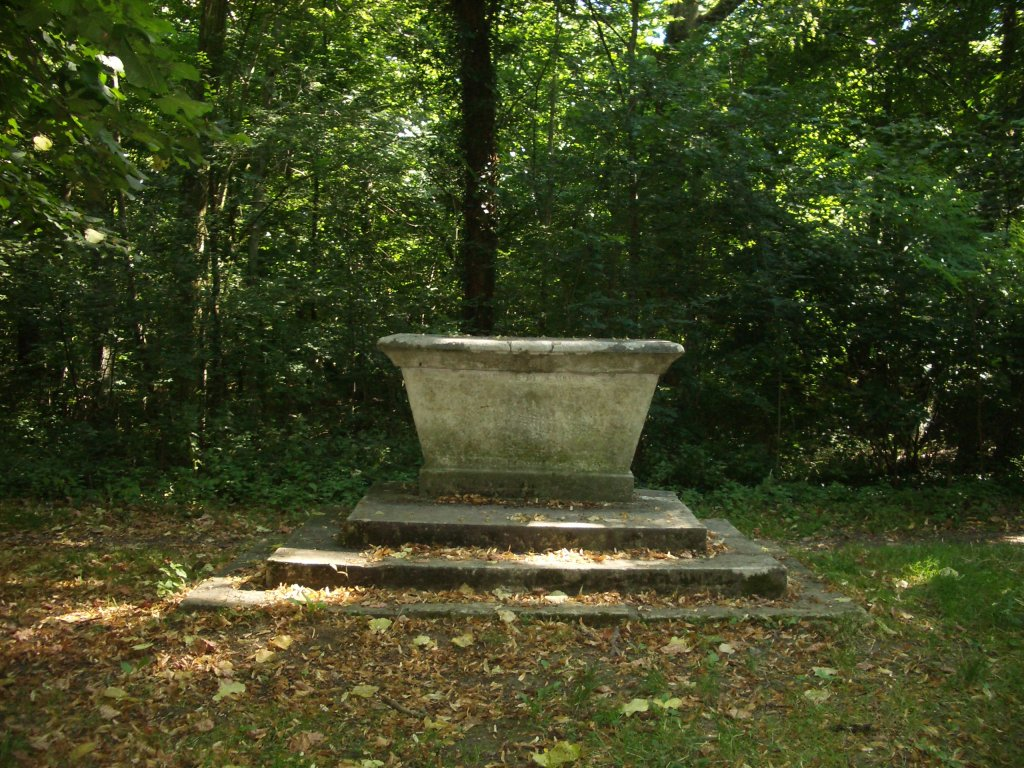
Tombeau de saint Mauxe.

L'autel comportait à l'origine une croix en pierre sur laquelle était fixé un crucifix. 
Il porte, au dos, la mention : « Par ordre de Son Altesse la duchesse d'Orléans Premiére princesse de sang douairiere ce monument de piété a été relevé en  1816 ».